# American Marketing Association
De American Marketing Association (Nederlands: Amerikaanse Marketing Associatie), doorgaans afgekort tot AMA, is een Noord-Amerikaanse beroepsvereniging voor zowel marketingprofessionals, als marketingonderwijzers. De vereniging heeft circa 38.000 leden en 75 lokale afdelingen in de Verenigde Staten en Canada. Elke afdeling biedt de gelegenheid tot netwerken en opleidingsactiviteiten c.q. bijeenkomsten.  Daarnaast kent de AMA afdelingen op meer dan 350 Amerikaanse universiteiten.
De AMA werd in 1937 opgericht als het gevolg van een fusie tussen de National Association of Marketing Teachers (opgericht in 1915 als de National Association of Teachers of Advertising) en de American Marketing Society, opgericht in 1931 voor marketingprofessionals
De AMA is verantwoordelijk voor een aantal invloedrijke academische publicaties op het gebied van marketing, waaronder het Journal of Marketing, Journal of Marketing Research, Marketing Research, Journal of International Marketing en Journal of Public Policy and Marketing. Daarnaast is zij ook verantwoordelijk voor een aantal toonaangevende publicaties voor marketingprofessionals, zoals marketing news en marketing management.